# Transport w Gujanie
Sektor transportu w Gujanie obejmuje infrastrukturę fizyczną - sieć dróg i autostrad, mosty i tabor samochodowy, tabor kolejowy, terminale rzeczne i przystanie, transport morski i transport lotniczy wraz z portami morskimi i lotniskami, samoloty różnego typu (w  tym wojskowe pod dowództwem gujańskich sił zbrojnych), flotę morską (w tym statki pasażerskie, okręty marynarki wojennej i handlowej), oraz sprzęt pomocniczy. To również agencje transportowe świadczące usługi transportu, oraz organizacje i osoby, które planują, budują, utrzymują i obsługują ten system a także politycy, którzy kształtują jego rozwój. 

## Transport miejski
Transport publiczny wokół stolicy Gujany Georgetown zapewniają prywatne minibusy, które działają w wyznaczonych strefach, dla których istnieje dobrze uregulowana struktura taryf. Ten układ obejmuje wszystkie trasy minibusów w całym kraju. Dla większości tras wyznaczone są przystanki autobusowe dla minibusów, ale niektóre autobusy wciąż odbierają pasażerów praktycznie w każdym punkcie na ich trasach w mieście. Ta praktyka często stanowi poważną niedogodność dla innych pojazdów, zakłócając normalny przepływ ruchu. 
Taksówki mają swobodniejszy ruch po mieście i na obszarach wiejskich. Ich taryfa, choć ogólnie standardowa, jest mniej uregulowana. Począwszy od 2010 r. wszystkie taksówki muszą być pomalowane na żółto. Przepis ma na celu ochronę konsumentów i odróżnienie pojazdów od innych, które są często wykorzystywane do popełniania przestępstw. Wszystkie taksówki są zarejestrowane pod hasłem „Przewóz Hackney” i oznaczane literą H na początku ich tablic rejestracyjnych. W Georgetown działa wiele usług taksówkowych, ale równie łatwo można je „flagować” w centralnej dzielnicy biznesowej. 
Sieć tras ma wiele możliwych do zidentyfikowania punktów początkowych, które są skoncentrowane w obszarze Stabroek i wzdłuż Alei Republiki między ulicami Croal i Robb. 
Warunki drogowe są bardzo zróżnicowane, a konserwacja dróg i ich użytkowanie jest czasami problematyczne. W 2006 r. istniał jeden operacyjny zestaw świateł, ale w lipcu 2007 r. indyjska firma CMS Traffic Systems Limited zainstalowała nowoczesny system o łącznej wartości 2,1 mln USD dostarczający sygnały świetlne zarówno dla pojazdów, jak i ruchu pieszego na wszystkich głównych skrzyżowaniach w Georgetown. 

## Transport na większe odległości

### Drogi[2][3][4]
W 2004 r. sieć dróg w Gujanie wynosiła około 3995 kilometrów długości, z czego 24% lub 940 km stanowiły drogi pierwotne w obszarach przybrzeżnych i rzecznych obsługujących sektor rolny, podczas gdy Autostrada Soesdyke-Linden służy sektorom górniczym i leśnym. 21 procent (820 kilometrów) stanowią drogi dojazdowe łączące obszary rolnicze wzdłuż wybrzeża z główną siecią dróg. Pozostałe 56 procent (2235 kilometrów) składa się z wewnętrznych dróg i szlaków. Większość dróg dojazdowych jest w złym stanie. Rząd centralny zarządził jednak przebudowę kilku dróg, a wiele z nich zostało już przebudowanych. 
Głównymi drogami Gujany są drogi przybrzeżne, (z zachodu na wschód kolejno: Essequibo Coast Road, droga prowadząca z Pariki do Vreed en Hoop, drogi wzdłuż wschodniego wybrzeża Demerary i zachodniego wybrzeża Berbice oraz autostrada Corentyne z Nowego Amsterdamu do Moleson Creek o długości 86 km). Wszystkie te drogi są utwardzone, a ograniczenie prędkości na nich wynosi od 50 do 100 km/h. 
Na południe od Georgetown główną drogą jest East Bank Demerara Road, czteropasmówka prowadząca z Rumiveldt do Providence i dwupasmowa (na odcinku z Providence do Timehri), gdzie znajduje się międzynarodowe lotnisko Cheddi Jagan. 
Pomiędzy 1966 a 1968 rokiem, Soesdyke, znajdujące się przy East Bank Demerara Road, było połączone z Mackenzie nowoczesną dwupasmową autostradą, zwaną autostradą Soesdyke-Linden. Ta droga została zbudowana jako odcinek autostrady łączącej Georgetown z Lethem. W 1968 r. zbudowano most nad rzeką Demerara w Linden, a w 1974 r. zdecydowano, że droga do Lethem przekroczy rzekę Demerara w Linden i będzie biec na południe, wzdłuż zlewiska rzek Demerara i Essequibo, przez Mabura, do Kurupukari. Z Kurupukari biegnie ona równolegle do starego szlaku bydlęcego w Annai, a w Anna łączy się z już istniejącą drogą do Lethem. 
Na początku lat 70. między Linden a Rockstone zbudowano dwupasmową drogę o nowoczesnej geometrii i nawierzchni z laterytu. Ta droga została później połączona z Mabura i Kurupukari. W latach 1990–91 zbudowano dwupasmową drogę laterytową między Kurupukari i Annai oraz przeprawę promową  w Kurupukari. Ponieważ istniała już droga między Mabura i Kurupukari, oraz między Annai i Lethem, pojazdy mogły teraz podróżować między Georgetown i Lethem. 
W latach 1974–1978 podjęto próbę budowy drogi między Rockstone i Kurupung, aby ułatwić budowę dużej elektrowni wodnej. Z Rockstone biegła na północ do Suribanna, gdzie została zbudowana przeprawa promowa przez rzekę Essequibo do Sherimy. Z Sherimy droga wiodła na zachód, przecinając drogę Bartica - Mahdia w Allsopp Point (30,58 km od Bartica). Z Allsopp Point droga podążała w kierunku Barticy i rozgałęziała się na ósmym kilometrze odcinka z Barticy do Teperu w dolnym biegu rzeki Mazaruni. W Teperu zbudowano przeprawę promową przez rzekę Mazaruni do Itaballi. Z Itaballi droga prowadziła na zachód do kopalni Piotra na rzece Puruni. Z kopalni Piotra droga biegła dalej jako droga do Kurupung. Droga ta nazywana jest Drogą UMDA. 
Istnieje ponadto główny układ drogowy wschód-zachód w głębi lądu, który rozciąga się od Kwakwani na wschodzie, przez Ituni, Linden, Rockstone, Sherima aż do Barticy na zachodzie. Linden jest zatem jednym z głównych węzłów transportu drogowego w głębi lądu. 
Poza istniejącymi głównymi drogami znajduje się kilka innych wewnętrznych dróg lub tras, które obejmują około 1570 kilometrów. Większość tych dróg jest nieutwardzona i ulegnie pogorszeniu, jeśli ich konserwacja będzie niewystarczająca. Znajdują się one głównie w obszarach w głębi lądu i na obszarach rzecznych, zapewniając połączenia z szeregiem ważnych węzłów górniczych i leśnych i ułatwiając tym samym transport między społecznościami górniczymi i leśnymi a bardziej rozwiniętymi obszarami przybrzeżnymi. Części tych dróg oraz szlaków może zostać przekształconych w arterialny system drogowy łączący ze sobą wsie i główną sieć dróg. Szacuje się, że drogi stanowią 80 procent ruchu pasażerskiego w Gujanie i około 33 procent ruchu towarowego. 
Osoby dojeżdżające do West Demerara mają do wyboru transport drogowy przez most Demerara Harbour lub przeprawę promową przez rzekę ze Stabroek Stelling do Vreed en Hoop, która jest położona naprzeciwko. 
Autostrada, która zaczyna się na zachodnim wybrzeżu Demerary, jest popularnym szlakiem przemytniczym, ponieważ zapewnia połączenie z Pariką na wschodnim brzegu rzeki Essequibo, która stała się ważnym ośrodkiem działalności gospodarczej w regionie Essequibo. 
Teraz można również podróżować lądem do Surinamu, lub promem po stronie gujańskiej w Moleson Creek przeprawić się przez rzekę Corentyne do Surinamu w South Drain.     

## Statystyki

### Transport kolejowy
Razem: 187 km szyn (wszystkie przeznaczone do transportu rudy)     
Standardowy rozstaw: 139 km; 4 ft 8 1⁄2 w (1435 mm)   
Wąski rozstaw: 48 km; 3 ft (914 mm)   

### Autostrady
Razem: 7970 km, w tym:   
Drogi o nawierzchni betonowej: 590 km 
Drogi o nawierzchni nieutwardzonej: 7380 km (1996 r.) 
- Jazda po lewej stronie, praktyka odziedziczona po brytyjskich władzach kolonialnych. Gujana i Surinam to jedyne 2 kraje na (lądowym) kontynencie amerykańskim, które nadal stosują ruch lewostronny.

### Drogi wodne
Łączna długość dróg żeglownych; 5900 km. Po rzekach: Berbice, Demerara i Essequibo żeglują statki oceaniczne 

### Porty morskieiprzystanie
- Bartica
- Georgetown
- Lipa
- Nowy Amsterdam
- Parika

### Marynarka handlowa
razem: 1 statek (1000 GT lub więcej) łącznie 1023 GT/ 1,972 DWT 
statki według typu: (1999 r.) 
- statek towarowy: 1

### Lotniska
51 (1999 r.) 
Międzynarodowy port lotniczy: Cheddi Jagan
Lotniska z utwardzonymi pasami startowymi: suma: 9  1524 do 2437 m: 2 914 do 1523 m: 1  poniżej 914 m: 2 (1999 r.) 
Lotniska z nieutwardzonymi pasami startowymi: suma: 84  1524 do 2437 m: 2  914 do 1523 m: 7  poniżej 914 m: 37 (1999 r.) 